# 1409
Évszázadok: 14. század – 15. század – 16. század
Évtizedek: 1350-es évek – 1360-as évek – 1370-es évek – 1380-as évek – 1390-es évek – 1400-as évek – 1410-es évek – 1420-as évek – 1430-as évek – 1440-es évek – 1450-es évek
Évek: 1404 – 1405 – 1406 – 1407 –  1408 – 1409 – 1410 – 1411 – 1412 – 1413 – 1414

## Események

### Határozott dátumú események
- január 13. – I. (Narbonne-i) Vilmos arboreai királyt a szardíniai Oristanóban királlyá koronázták.
- június 26. – V. Sándor ellenpápa megválasztása.[1]
- június 30. – a Sanluri csatában I. (Ifjú) Márton szicíliai király az apja I. (Idős) Márton aragón és szárd király nevében mint a még aragón kézen maradt Szardínia kormányzója legyőzte Szardínia szinte egészét birtokló I. (Narbonne-i) Vilmos arboreai királyt. A győzelmet viszont a győztes nem tudta kiaknázni, mert Ifjú Márton király pár héttel később, július 25-én Cagliariban törvényes utódok hátrahagyása nélkül maláriában meghalt.
- július 25. – I. Márton aragón király Szicília királya lesz II. Márton néven a fia, I. (Ifjú) Márton halála után (1410-ig uralkodik), a Szicíliai Királyság ettől kezdve 1713-ig perszonálunióban áll az Aragóniai Királysággal.
- szeptember 30. – Luxemburgi Zsigmond örökösödési szerződést köt a Habsburgokkal.

### Határozatlan dátumú események
- az év elején – Dalmácia és Dél-Horvátország visszatér a magyar korona hűségére.
- az év folyamán –
  - Ulug bég Szamarkand kormányzója lesz.
  - A Velencei Köztársaság megvásárolja Zára kikötőjét Magyarországtól.
  - Nápolyi László százezer aranydukátért eladta Szibenik városát Velencének.
  - Luxemburgi Zsigmond magyar király a Hunyadiaknak adományozza Vajdahunyadot, akkori nevén Hunyadot, a hozzá tartozó földekkel. (Ekkor a birtok még elég jelentéktelen volt, még mezővárosnak sem tekintették.)[2]

## Születések
- január 19. – I. (Jó) Renátusz nápolyi király († 1480)
- október 7. – Luxemburgi Erzsébet magyar királyné, Zsigmond magyar király és Cillei Borbála leánya († 1442)

## Halálozások
- július 25. – I. (Ifjú) Márton szicíliai király (* 1374/75/76)
- I. Beatrix portugál királynő, Kasztília királynéja (* 1372)